# توهم پیشاخواب
هیپناگوژیک (Hypnogogic) به معنای درک حسی اشتباه (توهم) در لحظات به خواب رفتن می‌باشد. این اختلال جزو نشانه‌های اختلال خواب موسوم به "حمله خواب" می‌باشد.
هیپناگوژیک تجربه حالت‌گذار از بیداری به خواب است. حالت خواب‌آور هوشیاری ، طی شروع خواب و در مقابل، بی‌خواب‌کننده نشان‌دهنده شروع بیداری. کلمات مرتبط از یونانی agōgos "پیشرو"، "القا"، پمپ"عمل از ارسال" هستند، و هیپنوس "خواب".
پدیده ذهنی است که در این مرحله "آگاهی آستانه" رخ می‌دهد، عبارت‌اند از خواب شفاف، توهم، و فلج خواب.